# Thomasia rhynchocarpa
Thomasia rhynchocarpa är en malvaväxtart som beskrevs av Porphir Kiril Nicolai Stepanowitsch Turczaninow. Thomasia rhynchocarpa ingår i släktet Thomasia och familjen malvaväxter. Inga underarter finns listade i Catalogue of Life.